# Triplestore
En Triplestore eller RDF-database lagrer data i sæt, som er sammensat af tre led: subjekt-prædikat-objekt, til forskel fra en Relationel database, der strukturerer data i tabeller med kolonner og rækker.  Et eksempel på et datasæt i tre led kunne være "Lise er 35" (eller Lises alder, målt i år, er 35) eller "Lise kender Ole".
Datastrukturen i en Tripelstore er specificeret i Resource Description Framework, et sæt af standarder, sammenfattet i en W3C Recommendation fra 2014. 
Som SQL er forespørgselssproget i en Relational database, er SPARQL forespørgselssproget i en Triplestore.
Flere Triplestore databaseservere er tilgængelige, eksempelvis open source Apache Jena Fuseki
og Parliament; se den omfattende liste på engelsk Wikipedia: Comparison_of_triplestores